# 京阪2600系電車
京阪2600系電車（けいはん2600けいでんしゃ）は、1978年（昭和53年）に登場した京阪電気鉄道（京阪）の通勤形電車。
1959年（昭和34年）登場の2000系（2200系からの編入車3両を含む全103両）の車体や台車と一部の機器を流用して自社寝屋川車両工場で製造された0番台103両と、車体等も含め全て新規で川崎重工兵庫工場にて製造された30番台28両の合計131両が製造された。
0番台のみ、2001年（平成13年）から廃車が始まっており、2024年（令和6年）4月1日現在、30番台7両編成×4本の計28両が在籍する。

## 投入の経緯・概要
「0番台」と「30番台」は投入経緯が全く異なるため、分けて記述する。

### 0番台（2000系改造車）

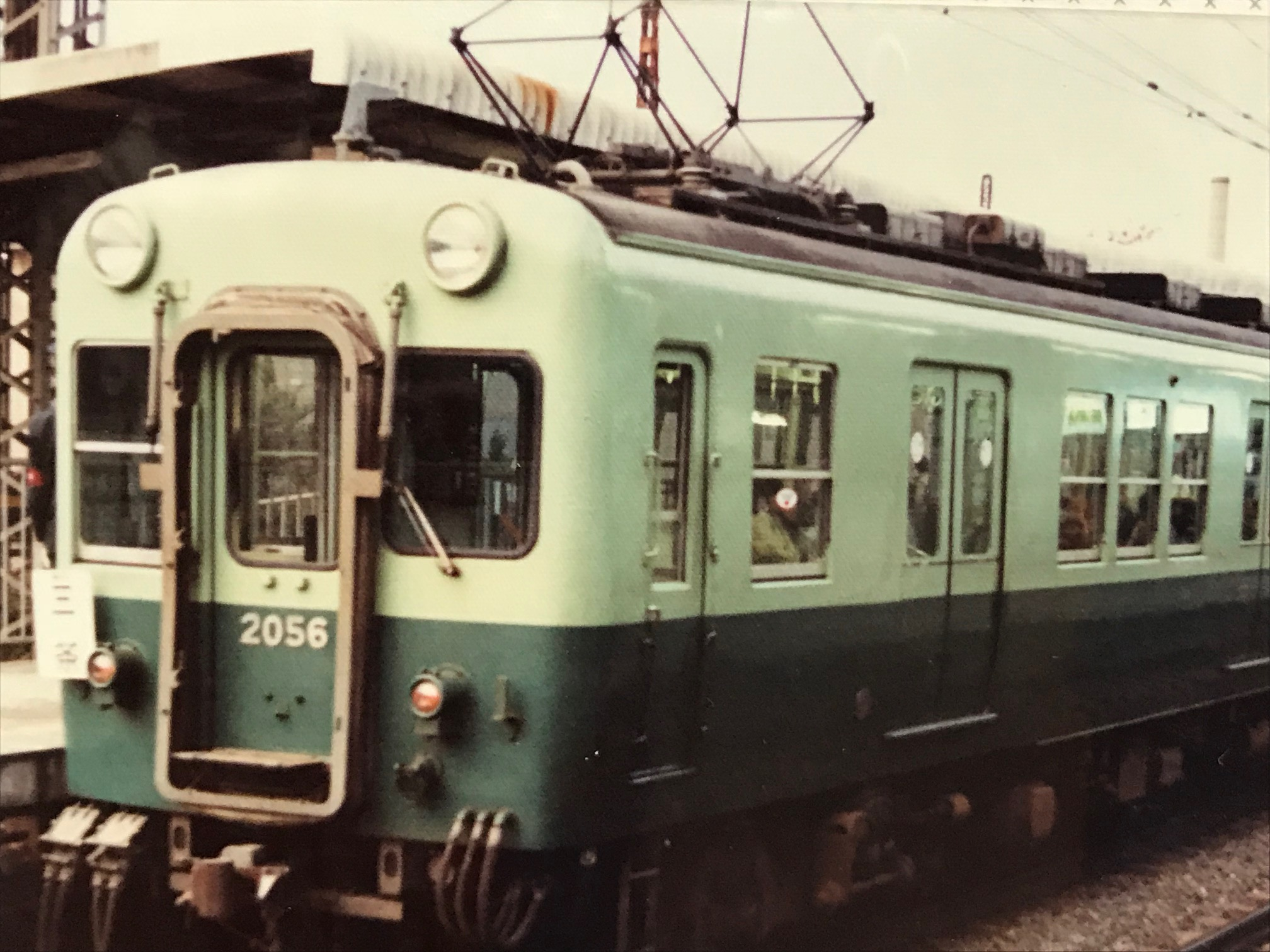
2600系への改造（昇圧対応工事）直前の2000系2次車2056（→2822）。

1959年（昭和34年）に登場し、「スーパーカー」の愛称で親しまれた2000系は、冷房化や1970年代から検討された架線電圧の600 Vから1500 Vへの昇圧への対応が困難であり、103両もある2000系を新製車で置き換えるのも難しかった。
決定された1983年（昭和58年）実施の昇圧に向けて、当時の在籍車両の中でも車齢が比較的若い2000系は、2200系等と異なり、車籍を継がず書類上は新造車両（代替新造）の位置付けになる「車体流用」という形で自社工場（寝屋川車両工場）にて車両形式・番号を改め、更新・昇圧対応を行うことになった。
最長で車齢約20年（当時）となる2000系を代替するにあたって、1978年（昭和53年）から2043編成を皮切りに順次、2000系の車体・台車・一部の機器を流用しながら、複電圧仕様の回生ブレーキ付き制御装置への換装、冷房化などの改造を施し、事実上の2000系更新車（2000系改造車）である、2600系0番台として落成し、1982年（昭和57年）に2600系0番台への代替が完了した。2000系時代の姿をほぼ維持しており、2016年（平成28年）・2017年（平成29年）に京阪から発売された「鉄道コレクション」では、それを忠実に再現し、2600系としては存在しない区分である「2600系一次車」「2600系二次車」（いずれも2000系の一次車・二次車を意味する）という表記がなされ、2000系とほぼ同一視している。
なお、車内に取り付けられた製造会社の銘板は、流用元の2000系の車体を製造したメーカー名ではなく、「京阪電鉄 寝屋川工場」と記されたものである。
1978年（昭和53年）6月23日に2043・2128・2044の車体を流用した2601F（2601-2701-2801）が竣工し、1982年（昭和57年）12月1日竣工の2905（旧2064）まで、計103両が寝屋川工場で製造された。全車竣工時の組成は、3両編成×5本、4両固定編成×6本、2両ごとに分割可能の4両編成×14本、2両編成×4本である。
主な更新（2600系への改造）内容
- 主電動機、主制御器などの主要制御器は昇圧に対応した新造品に交換[11]
- 菱形パンタグラフから下枠交差型パンタグラフに交換[11]
- 離線による回生制動不良などのリスク対策として付随車にもパンタグラフを装備[11]
- 先頭車正面に行先表示器を設置し、同時に車番の位置を正面貫通扉から運転台側窓（向かって右側）の下に移動[11]
- 後半に改造された編成では先頭車正面助士台側（向かって左側）の窓はHゴム支持の1枚固定窓に変更[11]（本節3枚目の写真）。
- 前照灯を白熱灯から、ケースはそのままにシールドビームに交換[注 6]
- 先頭車にスカート（排障装置）を設置

#### 車体
車体は鋼製で、全長18.7 mの両開き3扉車である。車体の流用元の2000系の形態を引き継ぎながら、2000系からの改造時に、電圧指令式前面行先表示器の取り付け、スカートの取り付け、前照灯のシールドビーム化も施されている。
2600形・2800形のうち、2000系2001 - 2024の車体流用車の24両は、他の車両に比べて側窓の幅が100 mm広い900 mmとなっており、窓配置が異なっている。改造時期の違いで正面の車掌台側の窓が二段窓の車両と1枚の固定窓の車両があり、1980年（昭和55年）11月以降に竣工した車両は、車掌台側の前面窓が1枚の固定窓となっている。
中間車の2700形（M）のうち2720 - 2724、2900形（T）のうち2905・2911・2915・2920 - 2924は、もともと先頭車として製造された車両の車体を流用しており、運転台撤去跡が残っている。
2629-2729-2829は、2200系で唯一4両編成で残っていた2210Fと組むことを目的として登場した編成で、ほかの0番台とは形態が異なる。当初は種別・行先表示などが同系列と同じシーケンス式の仕様のもので、前面扉の窓下の行先表示器がなく、車両番号が前面運転台側に取り付けられたが異色の存在であった。1988年（昭和63年）9月に2200系の車体更新に併せて、2829には前面扉の外開化、前面扉の窓下に行先表示器の取り付け、2629は運転台を完全撤去して2700形化した（車両番号はそのまま）。制御機器は2600系で、設備は2200系という異端車両になった。
なお、車体流用元となった2000系には、2200系から2000系に編入された経歴の車両も3両含まれている。

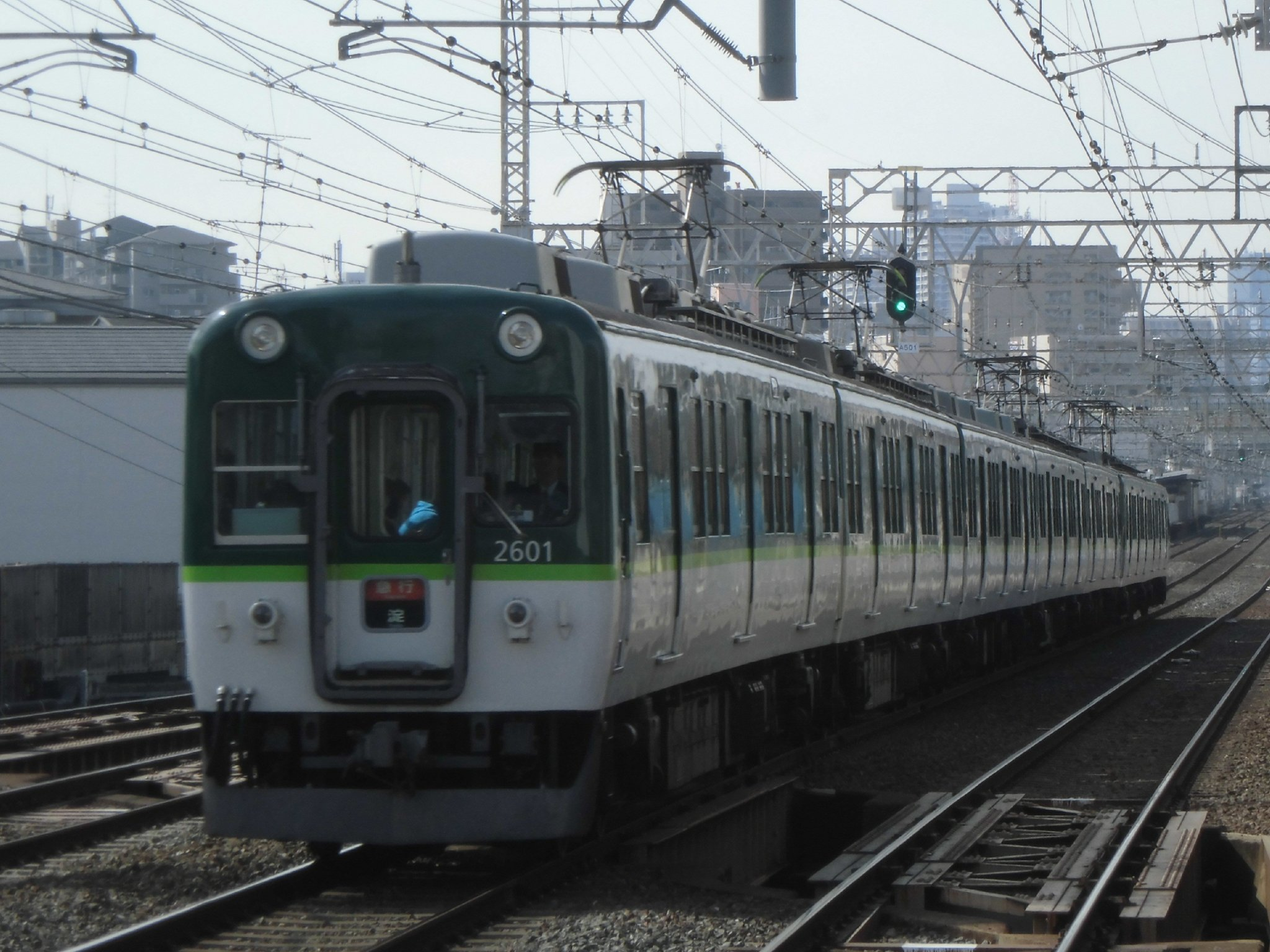
0番台前期車の2601（新塗装・旧2043） 前期車は2000系の前面造形をほぼ維持しており、車掌台側の正面窓が二段窓となっている （2017年3月4日）
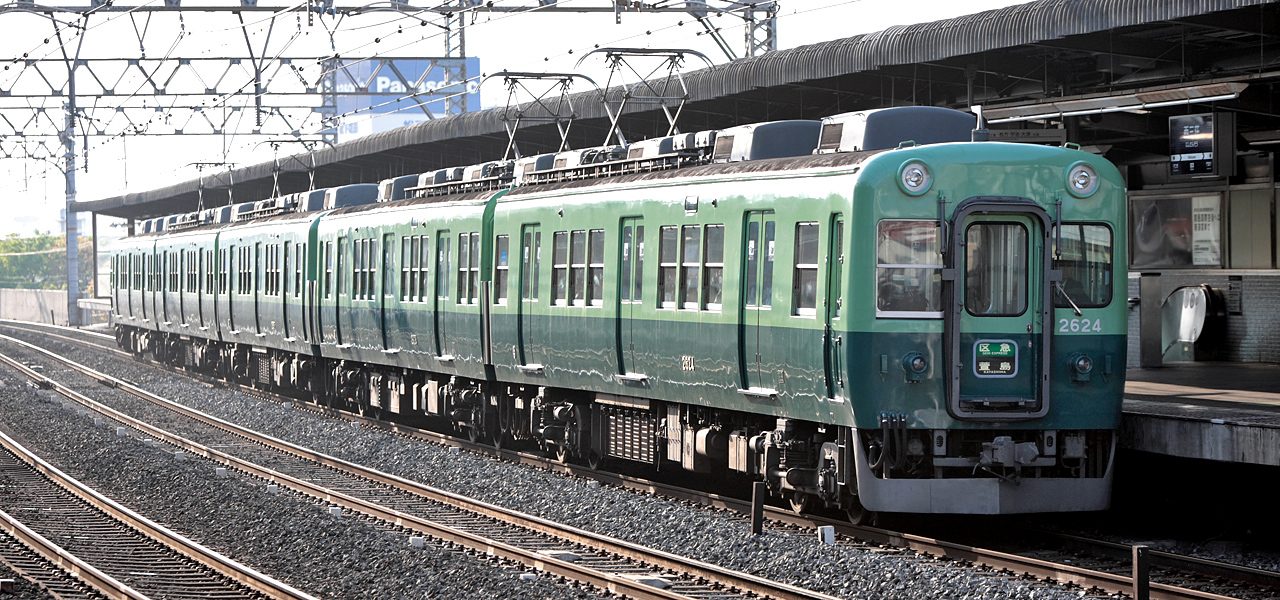
旧塗装の2624（旧2007） 側窓の幅が広く、車体後方の窓が1つのみなのは2000系1次車の特徴（先頭車のみ） （2008年4月14日 西三荘駅）
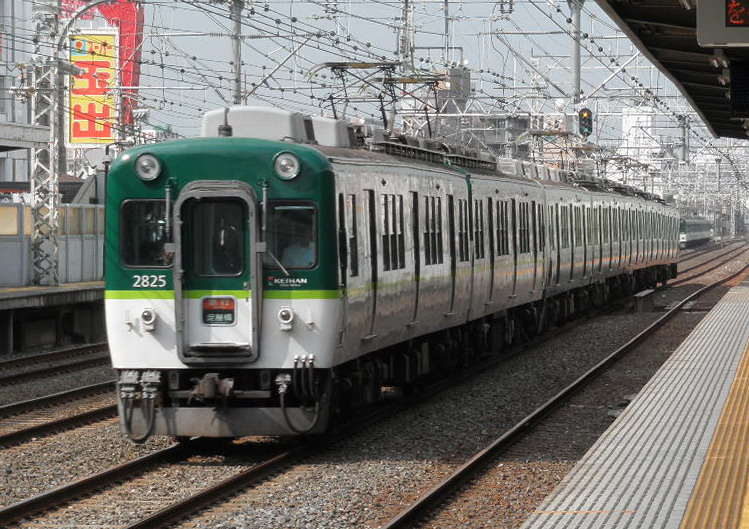
0番台後期車の2825（新塗装・旧2028） 後期車は車掌台側の正面窓が一枚固定窓に変更された

### 30番台（完全新造車）

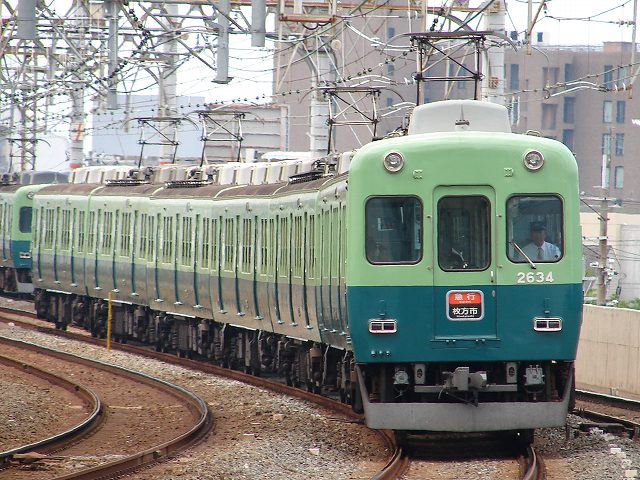
2600系30番台（旧塗装）

30番台は、0番台と基本的に同一の設計ながら、後に登場する6000系の走行システムを先取りした仕様で車体や台車も含めて、川崎重工にて新規に製造された。1981年（昭和56年）3月から5月にかけて1800系の代替として7両編成×2本、同年12月に輸送力増強に対応した増備用として7両編成×2本の合計28両が製造され、いずれも製造後数日以内に営業を開始した。
30番台第4編成（2634F）を最後に2000系から続いた、いわゆる「卵型電車」の製造は編成単位では終了し、約1年半後の1983年（昭和58年）にはそれまでの京阪のイメージを大きく覆す6000系が登場した。高性能電車黎明期の雰囲気を残す車体が1980年代に新製されている点は貴重とされる。

#### 車体
車体の規格や形状は同一ながら、前述のとおり新たに製造されている。前照灯は、2000系当時の白熱灯の灯具にシールドビームを設置した0番台とは異なり、2400系以降と同様の形状のシールドビームを当初から装備している。標識灯も、2000系のものを流用した0番台と異なり、3000系で採用されたタイプを装備している。扉の窓は、枠がない2000系の扉を流用した0番台とは異なり、ステンレスの枠がある。製造時は先頭部に幌が設置されていたが、1986年（昭和61年）に撤去された。

## 機器
最高速度110 km/h、起動加速度2.5 km/h/sと、2000系時代と比べて性能が大幅に変化している。加速を抑え、高速向きにしたことにより、性能面では2200系とほぼ同等になっている。主電動機は複巻電動機の「TDK-8135A」で600 V時130 kW、1500 Vでは155 kWである。制御器は界磁位相制御の ACRF-H4155-775A が採用された（ともに東洋電機製造製）。2000系に引き続き分巻界磁制御による回生ブレーキを使用する。電動発電機（MG）は、3両編成以外には、冷房電源確保のための大容量MG（TDK-3721A）が搭載された。2905 - 2910は、4両での冷房使用時の電源容量不足を補うため、出力70 kVAのもの（MG：TDK-3721A）が搭載された（2905は2632Fに組み込まれて8両化された時に重量軽減策として外された）。2801 - 2810は、補助電源装置は1基のMGで3両分の冷房電源を賄う予定で、出力140 kVAのもの（TDK-3755A）が搭載されていた。
パンタグラフは剛体架線対応の下枠交差型パンタグラフ（PT-4805A-M）である。パンタグラフは、電動車全車に加えて、制御車の2811 - 2828、付随車の2911 - 2924にも設置されている。なお、2601 - 2610のパンタグラフ横のヒューズ箱の数が2個と、他の2600形より1つ少ない。

### 冷房装置

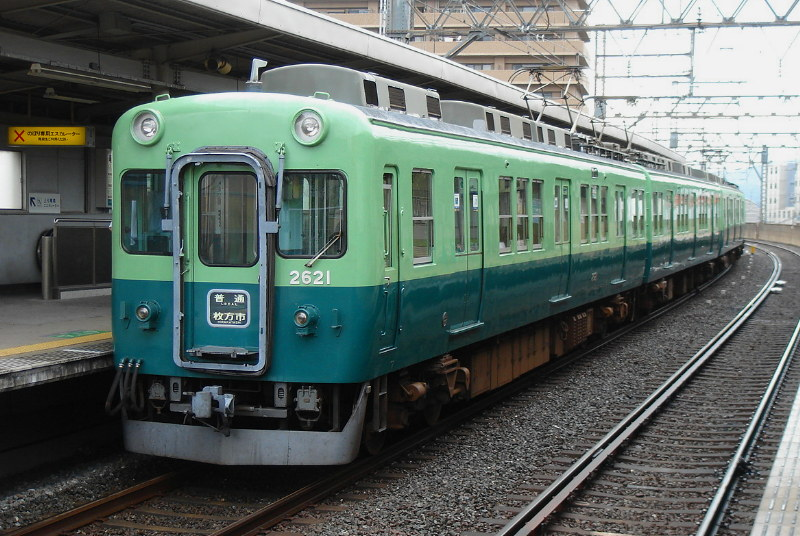
2621F（冷房装置試験車）
（2006年7月16日 宮之阪駅）

2621F・2622F以外の各車両は、PRU-2205A を4台搭載している。
2621F・2622Fは、冷房装置の試験車で、東芝の RPU-3007（10500 kcal/h）を3台搭載しており、外観が異なっているほか、車内には新設計のグリルファンが9基設置されて冷房効果の試験がなされた。その結果を元に6000系に三菱製 CU-197（10500 kcal/h）が採用された。

### 台車
本系列の台車は多種多様であり、既に消滅した4種類を含めると、のべ17種類に及ぶ。台車の交換や振り替えも行われており、保守負担の多い台車を、廃車となった車両から供出された経年の浅い台車に交換している。

#### FS327A

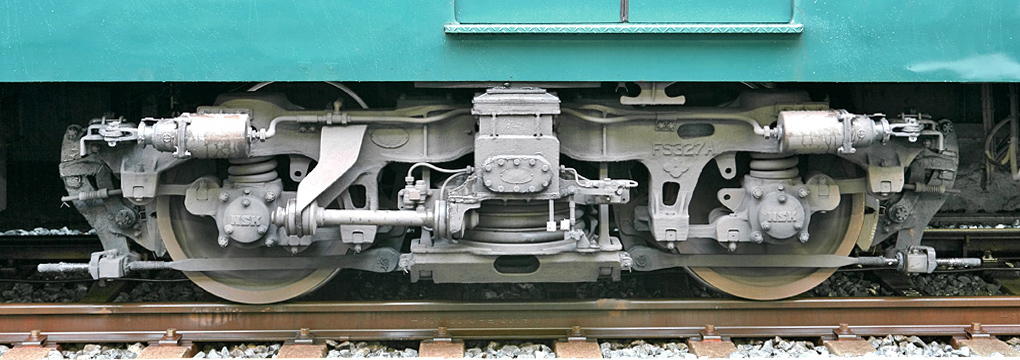
FS327A台車

住友金属工業（現・新日鐵住金→日本製鉄）製、アルストムリンク式。2000系初期車に由来するもので、制輪子が車輪外側にあることから、床下スペースの関係上全て付随台車として使用。数を減らしており、現履くのは1両のみ。

#### FS337/337A/337B/337C

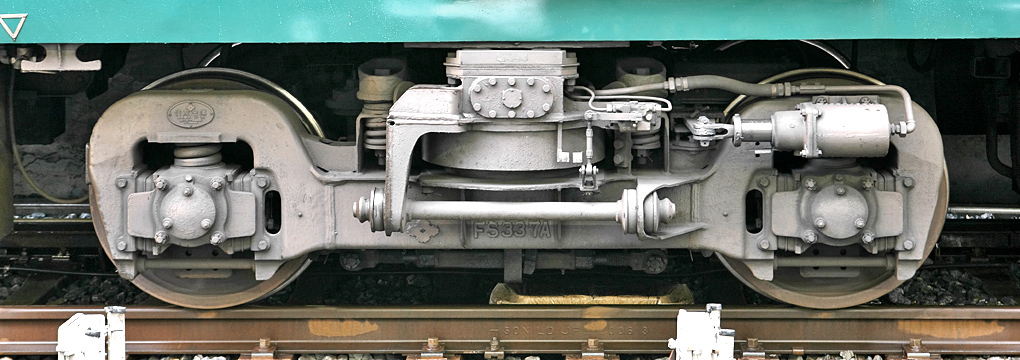
FS337A台車

住友金属工業（現：新日鐵住金→日本製鉄）製、緩衝ゴム式。FS337Bは2200系T車に由来するもので、全て付随台車として使用。その他は2000系中期・後期車に由来するもので、電動台車または付随台車として使用。

#### FS399C

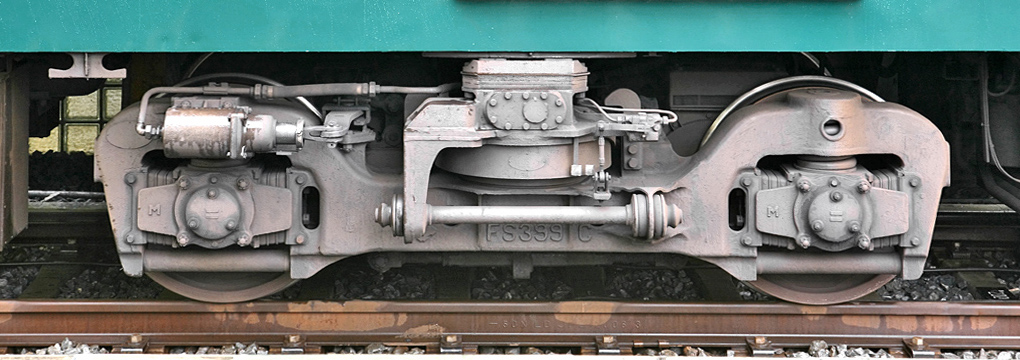
FS399C台車

住友金属工業（現：新日鐵住金→日本製鉄）製、緩衝ゴム式。30番台T車が登場時に履いていたもので、KW79 の導入によって一部が0番台に転用されている。電動台車または付随台車として使用。

#### FS509/509A
住友金属工業（現：新日鐵住金→日本製鉄）製、SU型ミンデン式。旧式台車の交換用に製造されたもので、電動台車または付随台車として使用。新しいにもかかわらず数を減らしており、FS509 は既に消滅している。

#### KS58

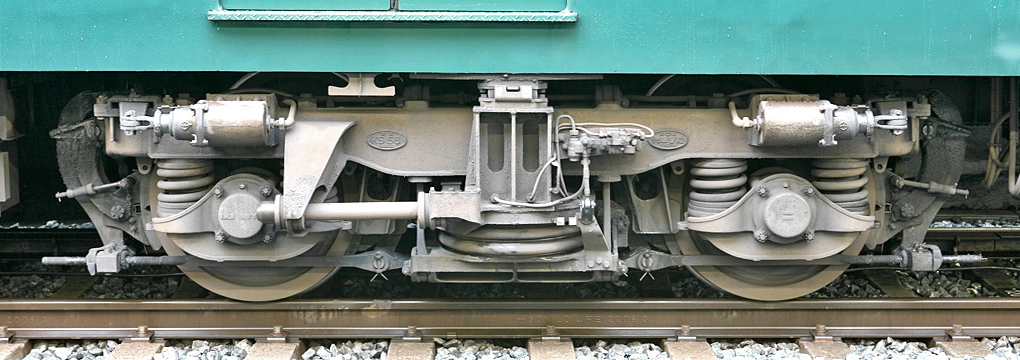
KS58台車

汽車製造製、油浸円筒案内式（シンドラー式）。2000系初期車に由来するもので、基礎ブレーキ装置が両抱き式で制輪子や連動てこなどのブレーキ機構が車輪外側にあることから、床下スペースの関係上全て付随台車として使用。

#### KS63/63A/63C
汽車製造製、軸箱梁式（エコノミカル台車）。2000系中期車に由来するもので、電動台車または付随台車として使用。乗り心地に問題があったと言われ、いずれも既に消滅している。

#### KS73C

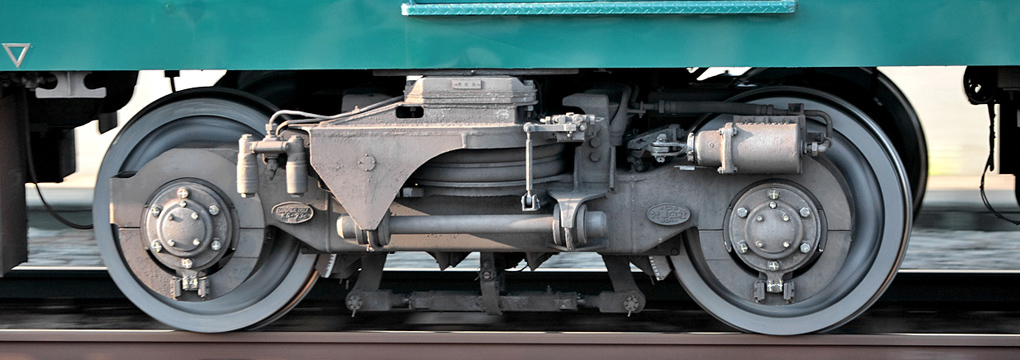
KS73C台車

汽車製造製、軸箱梁式（エコノミカル台車）。2000系後期車に由来するもので、電動台車または付随台車として使用。

#### KW37
川崎重工業製、乾式円筒案内式。30番台M車が登場時から履いているほか、旧式台車の交換用にも製造された。電動台車として使用。

#### KW69/69A
川崎重工業製、軸梁式。KW69は本系列の、KW69Aは1900系の旧式台車交換用に製造されたもので、KW69は電動台車または付随台車として、KW69Aは全て付随台車として使用。

#### KW79
川崎重工業製、油浸円筒案内式（シンドラー式）。3000系Tc車で使用していたKS132Aをインダイレクトマウント化改造したもので、全て30番台のT車・Tc車で使用。

## 内装
車内の座席はロングシートである。モケット・化粧板・床面とも、緑系でまとめられている。内装デザインは2200系とほぼ同じである。側扉は、0番台は上半分が化粧板と同じグリーン塗装、下半分が化粧板張りとなっているが、30番台は全面化粧板張りである。また、側扉の窓ガラスの支持方法も異なっている。

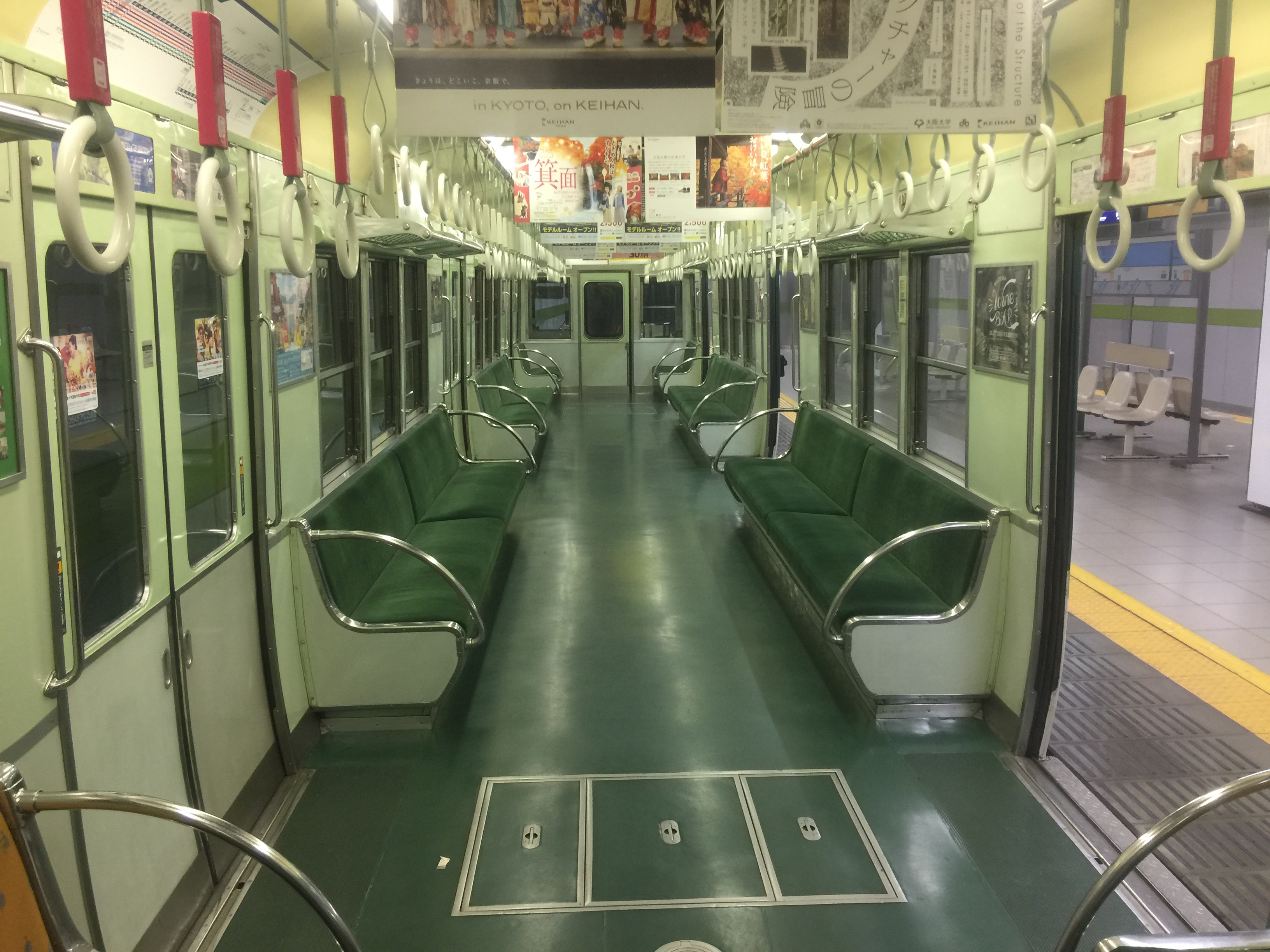
車内（0番台）
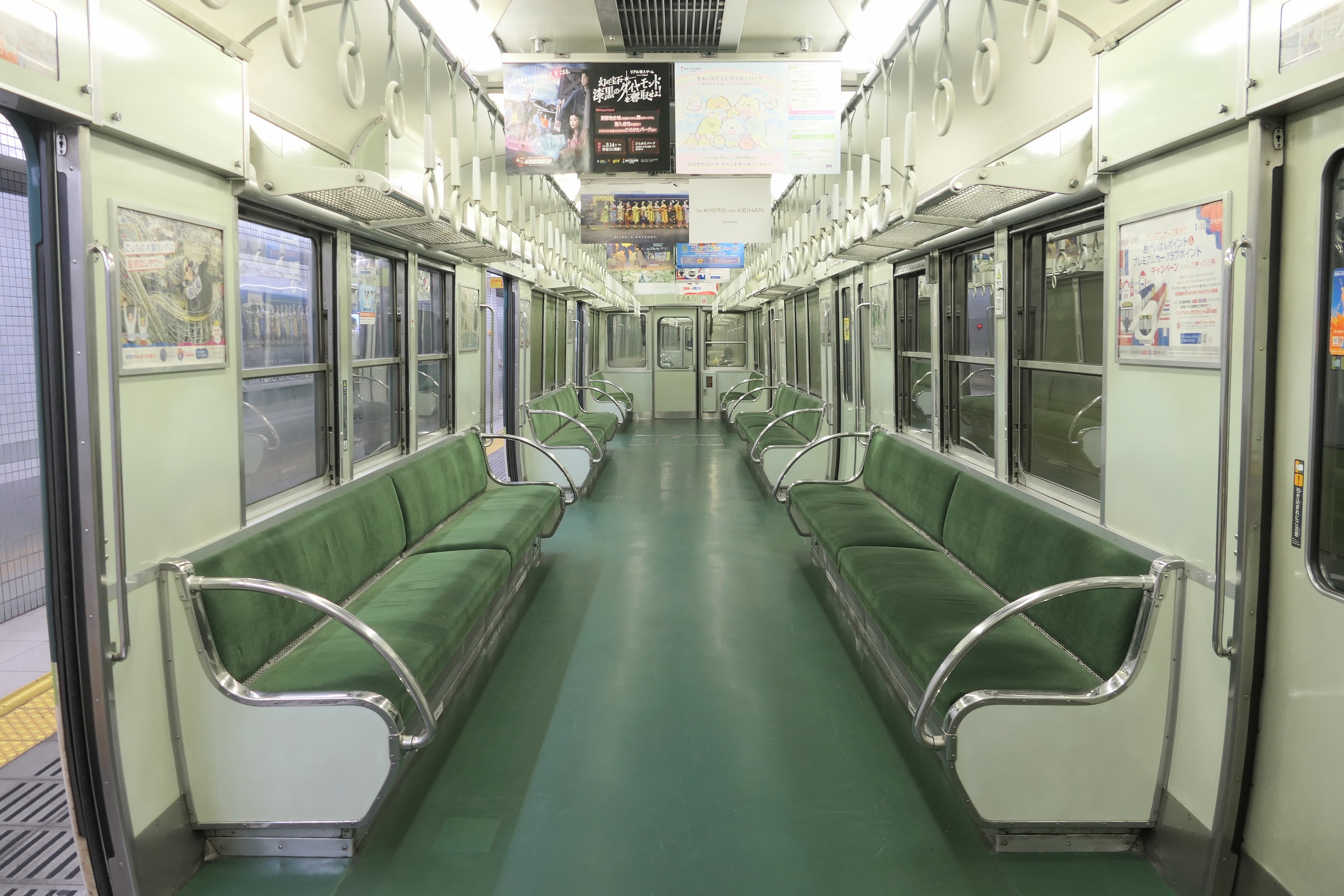
車内（30番台）
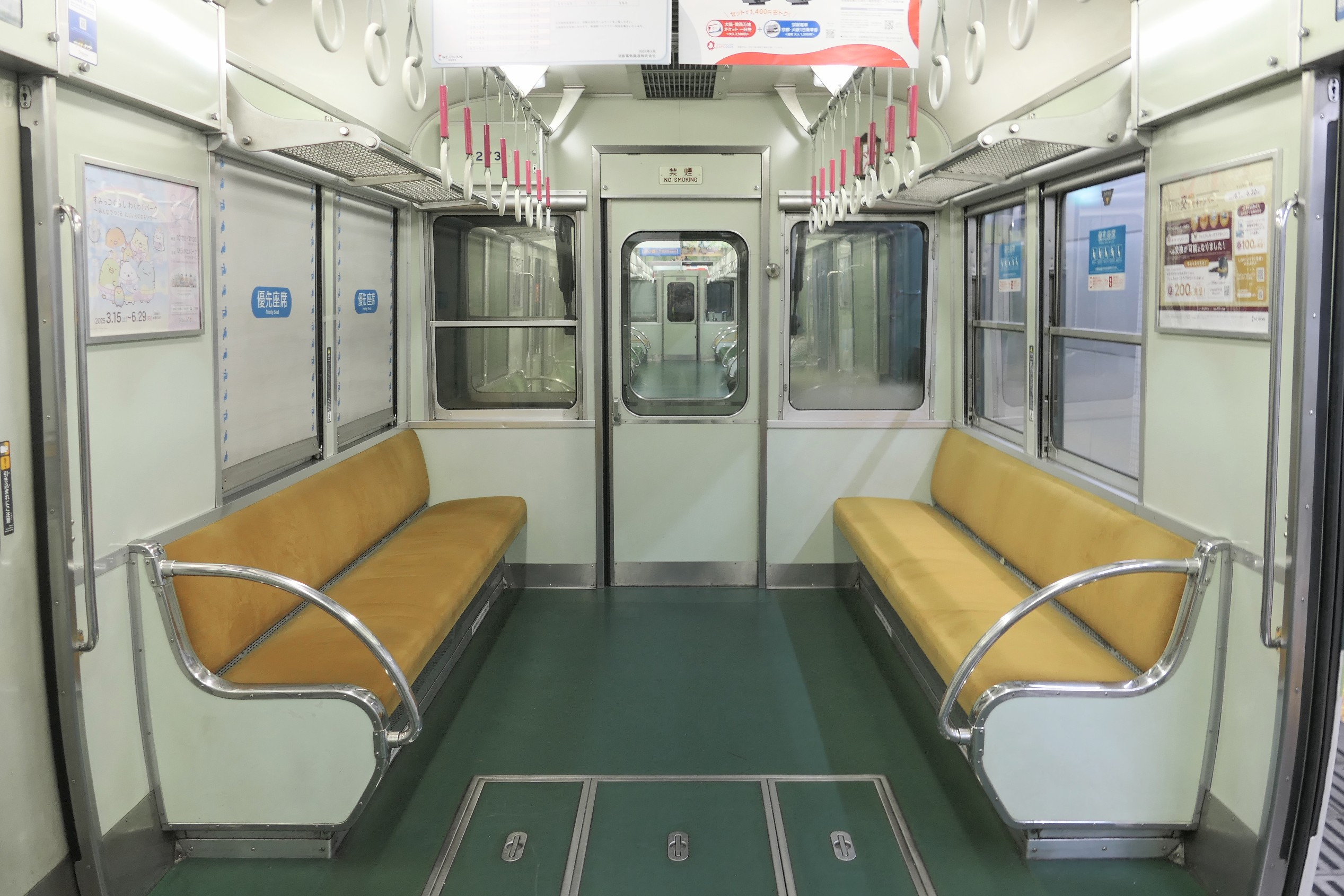
優先席

## 製造
2601F - 2610Fは、当初は2600（Mc）- 2700（M）- 2800（Tc）の3両固定編成で竣工し、番号順に2本ずつ繋いだ6両編成で運用された。2605F - 2610Fには後から追加で2900形（T）が組み込まれて4両化された。
凡例
- 太字：車端部の側面窓が1枚
- 斜字：制御車・付随車でパンタグラフ搭載
- 下線：元2200系制御車
- *車番：京都方の運転台撤去車
- 車番*：大阪方の運転台撤去車

| ← 三条・私市・宇治淀屋橋 → | ← 三条・私市・宇治淀屋橋 → | ← 三条・私市・宇治淀屋橋 → | ← 三条・私市・宇治淀屋橋 → | ← 三条・私市・宇治淀屋橋 → | ← 三条・私市・宇治淀屋橋 → | ← 三条・私市・宇治淀屋橋 → | ← 三条・私市・宇治淀屋橋 → | ← 三条・私市・宇治淀屋橋 → | ← 三条・私市・宇治淀屋橋 → | ← 三条・私市・宇治淀屋橋 → |
| 改造前                     | 改造前                     | 改造前                     | 改造前                     | 改造前                     | →                          | 改造後                     | 改造後                     | 改造後                     | 改造後                     | 改造後                     |
| -------------------------- | -------------------------- | -------------------------- | -------------------------- | -------------------------- | -------------------------- | -------------------------- | -------------------------- | -------------------------- | -------------------------- | -------------------------- |
| 形式                       | 2000 （Mc）                | 2100 （M）                 | 2100 （M）                 | 2000 （Mc）                | →                          | 2600 （Mc）                | 2900 （T）                 | 2700 （M）                 | 2800 （Tc）                | 竣工                       |
| 車両番号                   | 2043                       |                            | 2128                       | 2044                       | →                          | 2601                       |                            | 2701                       | 2801                       | 1978/06                    |
| 車両番号                   | 2045                       |                            | 2124                       | 2046                       | →                          | 2602                       |                            | 2702                       | 2802                       | 1978/08                    |
| 車両番号                   | 2047                       |                            | 2127                       | 2048                       | →                          | 2603                       |                            | 2703                       | 2803                       | 1978/09                    |
| 車両番号                   | 2035                       |                            | 2109                       | 2036                       | →                          | 2604                       |                            | 2704                       | 2804                       | 1978/10                    |
| 車両番号                   | 2011                       |                            | 2107                       | 2012                       | →                          | 2605                       |                            | 2705                       | 2805                       | 1978/12                    |
| 車両番号                   | 2041                       |                            | 2111                       | 2042                       | →                          | 2606                       |                            | 2706                       | 2806                       | 1979/02                    |
| 車両番号                   | 2019                       |                            | 2108                       | 2020                       | →                          | 2607                       |                            | 2707                       | 2807                       | 1979/03                    |
| 車両番号                   | 2033                       |                            | 2126                       | 2034                       | →                          | 2608                       |                            | 2708                       | 2808                       | 1979/05                    |
| 車両番号                   | 2039                       |                            | 2110                       | 2040                       | →                          | 2609                       |                            | 2709                       | 2809                       | 1980/11                    |
| 車両番号                   | 2023                       |                            | 2130                       | 2024                       | →                          | 2610                       |                            | 2710                       | 2810                       | 1981/01                    |
| 車両番号                   |                            | 2138*                      |                            |                            | →                          |                            | 2905*                      |                            |                            | 1982/12                    |
| 車両番号                   |                            | 2153                       |                            |                            | →                          |                            | 2906                       |                            |                            | 1982/11                    |
| 車両番号                   |                            | 2120                       |                            |                            | →                          |                            | 2907                       |                            |                            | 1981/07                    |
| 車両番号                   |                            | 2131                       |                            |                            | →                          |                            | 2908                       |                            |                            | 1981/07                    |
| 車両番号                   |                            | 2118                       |                            |                            | →                          |                            | 2909                       |                            |                            | 1981/10                    |
| 車両番号                   |                            | 2112                       |                            |                            | →                          |                            | 2910                       |                            |                            | 1981/11                    |

2611F - 2624Fは、当初は2600（Mc）- 2900（T）+ 2700（M）- 2800（Tc）の4両編成であり、2両+2両に分割可能な構成である。
| ← 三条・私市・宇治淀屋橋 → | ← 三条・私市・宇治淀屋橋 → | ← 三条・私市・宇治淀屋橋 → | ← 三条・私市・宇治淀屋橋 → | ← 三条・私市・宇治淀屋橋 → | ← 三条・私市・宇治淀屋橋 → | ← 三条・私市・宇治淀屋橋 → | ← 三条・私市・宇治淀屋橋 → | ← 三条・私市・宇治淀屋橋 → | ← 三条・私市・宇治淀屋橋 → | ← 三条・私市・宇治淀屋橋 → |
| 改造前                     | 改造前                     | 改造前                     | 改造前                     | 改造前                     | →                          | 改造後                     | 改造後                     | 改造後                     | 改造後                     | 改造後                     |
| -------------------------- | -------------------------- | -------------------------- | -------------------------- | -------------------------- | -------------------------- | -------------------------- | -------------------------- | -------------------------- | -------------------------- | -------------------------- |
| 形式                       | 2000 （Mc）                | 2100 （M）                 | 2100 （M）                 | 2000 （Mc）                | →                          | 2600 （Mc）                | 2900 （T）                 | 2700 （M）                 | 2800 （Tc）                | 竣工                       |
| 車両番号                   | 2017                       | 2140*                      | 2132                       | 2018                       | →                          | 2611                       | 2911*                      | 2711                       | 2811                       | 1981/05                    |
| 車両番号                   | 2029                       | 2119                       | 2125                       | 2026                       | →                          | 2612                       | 2912                       | 2712                       | 2812                       | 1979/07                    |
| 車両番号                   | 2055                       | 2121                       | 2106                       | 2002                       | →                          | 2613                       | 2913                       | 2713                       | 2813                       | 1979/10                    |
| 車両番号                   | 2031                       | 2123                       | 2116                       | 2032                       | →                          | 2614                       | 2914                       | 2714                       | 2814                       | 1979/12                    |
| 車両番号                   | 2013                       | 2142*                      | 2151                       | 2014                       | →                          | 2615                       | 2915*                      | 2715                       | 2815                       | 1980/03                    |
| 車両番号                   | 2051                       | 2115                       | 2155                       | 2052                       | →                          | 2616                       | 2916                       | 2716                       | 2816                       | 1980/04                    |
| 車両番号                   | 2057                       | 2122                       | 2113                       | 2058                       | →                          | 2617                       | 2917                       | 2717                       | 2817                       | 1980/07                    |
| 車両番号                   | 2005                       | 2152                       | 2114                       | 2006                       | →                          | 2618                       | 2918                       | 2718                       | 2818                       | 1980/10                    |
| 車両番号                   | 2037                       | 2154                       | 2117                       | 2038                       | →                          | 2619                       | 2919                       | 2719                       | 2819                       | 1981/03                    |
| 車両番号                   | 2015                       | 2134*                      | *2135                      | 2016                       | →                          | 2620                       | 2920*                      | *2720                      | 2820                       | 1981/08                    |
| 車両番号                   | 2025                       | 2136*                      | *2141                      | 2030                       | →                          | 2621                       | 2921*                      | *2721                      | 2821                       | 1982/09                    |
| 車両番号                   | 2001                       | 2158*                      | *2139                      | 2056                       | →                          | 2622                       | 2922*                      | *2722                      | 2822                       | 1981/12                    |
| 車両番号                   | 2009                       | 2157*                      | *2137                      | 2010                       | →                          | 2623                       | 2923*                      | *2723                      | 2823                       | 1982/09                    |
| 車両番号                   | 2007                       | 2156*                      | *2133                      | 2008                       | →                          | 2624                       | 2924*                      | *2724                      | 2824                       | 1980/07                    |

2625F - 2628Fは、2600（Mc）- 2800（Tc）の2両編成で、ほかの編成と組み合わせて4両以上の編成で運用される。鴨東線開業前に出町柳駅から叡山電鉄線への直通運転が検討されていた時期もあったことから叡電の輸送需要に合わせて最短2両編成での運用も可能な仕様になっているが、直通運転構想は実現しておらず、その仕様は活かされていない。
| ← 三条・私市・宇治淀屋橋 → | ← 三条・私市・宇治淀屋橋 → | ← 三条・私市・宇治淀屋橋 → | ← 三条・私市・宇治淀屋橋 → | ← 三条・私市・宇治淀屋橋 → | ← 三条・私市・宇治淀屋橋 → | ← 三条・私市・宇治淀屋橋 → |
| 改造前                     | 改造前                     | 改造前                     | →                          | 改造後                     | 改造後                     | 改造後                     |
| -------------------------- | -------------------------- | -------------------------- | -------------------------- | -------------------------- | -------------------------- | -------------------------- |
| 形式                       | 2000 （Mc）                | 2000 （Mc）                | →                          | 2600 （Mc）                | 2800 （Tc）                | 竣工                       |
| 車両番号                   | 2027                       | 2028                       | →                          | 2625                       | 2825                       | 1981/07                    |
| 車両番号                   | 2003                       | 2004                       | →                          | 2626                       | 2826                       | 1981/11                    |
| 車両番号                   | 2021                       | 2022                       | →                          | 2627                       | 2827                       | 1982/03                    |
| 車両番号                   | 2049                       | 2050                       | →                          | 2628                       | 2828                       | 1979/08                    |

2629-2729-2829は、2200系と編成を組む。1980年代中期には2400系と編成を組んでいた時期もあったが、後に元の2200系との組成（当時は2210Fと組んでいた）に戻っている。2006年（平成18年）に連結相手の2200系が回生ブレーキ仕様の2210Fから発電ブレーキ仕様の2218Fに替わった後、2009年（平成21年）11月30日に廃車された。
| ← 三条・私市・宇治淀屋橋 → | ← 三条・私市・宇治淀屋橋 → | ← 三条・私市・宇治淀屋橋 → | ← 三条・私市・宇治淀屋橋 → | ← 三条・私市・宇治淀屋橋 → | ← 三条・私市・宇治淀屋橋 → | ← 三条・私市・宇治淀屋橋 → | ← 三条・私市・宇治淀屋橋 → | ← 三条・私市・宇治淀屋橋 → |
| 改造前                     | 改造前                     | 改造前                     | 改造前                     | →                          | 改造後                     | 改造後                     | 改造後                     | 改造後                     |
| -------------------------- | -------------------------- | -------------------------- | -------------------------- | -------------------------- | -------------------------- | -------------------------- | -------------------------- | -------------------------- |
| 形式                       | 2000 （Mc）                | 2100 （M）                 | 2000 （Mc）                | →                          | 2600 （Mc）                | 2700 （M）                 | 2800 （Tc）                | 竣工                       |
| 車両番号                   | 2053                       | 2129                       | 2054                       | →                          | 2629                       | 2729                       | 2829                       | 1982/02                    |

ユニットの組み合わせを変えることによって4両から8両までの編成を組むことが可能であり、その特徴を活かした運用がなされた。廃車や運転台が撤去された車両（車両番号はそのまま）も発生したことから、より雑多な編成となっている。
なお、0番台だけで8両編成を組む場合、2800形（Tc）並びに2900形（T）には必ず大容量MGが装備されており、4M4Tの編成では編成重量が増加するなどの制約から、5M3Tの編成としてカバーすることがほとんどであったが、過去には4両編成を2本つなげた4M4Tの暫定の8両編成での運用実績もある。
また、これまでは暫定編成などでしか見られなかった7両編成が2006年（平成18年）7月頃から正規の編成としても組まれている（公式サイトの編成表にも掲載）。
30番台は4両ユニット+3両ユニットの7両編成で製造された。0番台と連結して運行することが可能である。1980年代後半頃から2003年（平成15年）9月のダイヤ改正までは編成を分割して0番台と組み、5両編成や6両編成で運転されていた編成もあったが、以後は登場当時と同様に30番台のみで7両編成×4本を組む。
| ← 三条淀屋橋 → | ← 三条淀屋橋 → | ← 三条淀屋橋 → | ← 三条淀屋橋 → | ← 三条淀屋橋 → | ← 三条淀屋橋 → | ← 三条淀屋橋 → | ← 三条淀屋橋 → | ← 三条淀屋橋 → |
| -------------- | -------------- | -------------- | -------------- | -------------- | -------------- | -------------- | -------------- | -------------- |
| 形式           | 2600 （Mc）    | 2900 （T）     | 2700 （M）     | 2900 （T）     | 2700 （M）     | 2700 （M）     | 2800 （Tc）    | 竣工           |
| 車両番号       | 2631           | 2941           | 2741           | 2951           | 2751           | 2731           | 2831           | 1981/03/31     |
| 車両番号       | 2632           | 2942           | 2742           | 2952           | 2752           | 2732           | 2832           | 1981/05/29     |
| 車両番号       | 2633           | 2943           | 2743           | 2953           | 2753           | 2733           | 2833           | 1981/12/10     |
| 車両番号       | 2634           | 2944           | 2744           | 2954           | 2754           | 2734           | 2834           | 1981/12/21     |

## 中間制御車の中間車化改造
編成中間に入っている運転台付の車両について、2007年（平成19年）以降、前面スカート・乗務員用ステップ・乗務員室扉握り棒の撤去などが施工されている。車両番号は変更されていないが、書類上の形式は、2600形が2700形に、2800形が2900形に変更されている。

## 新塗装化

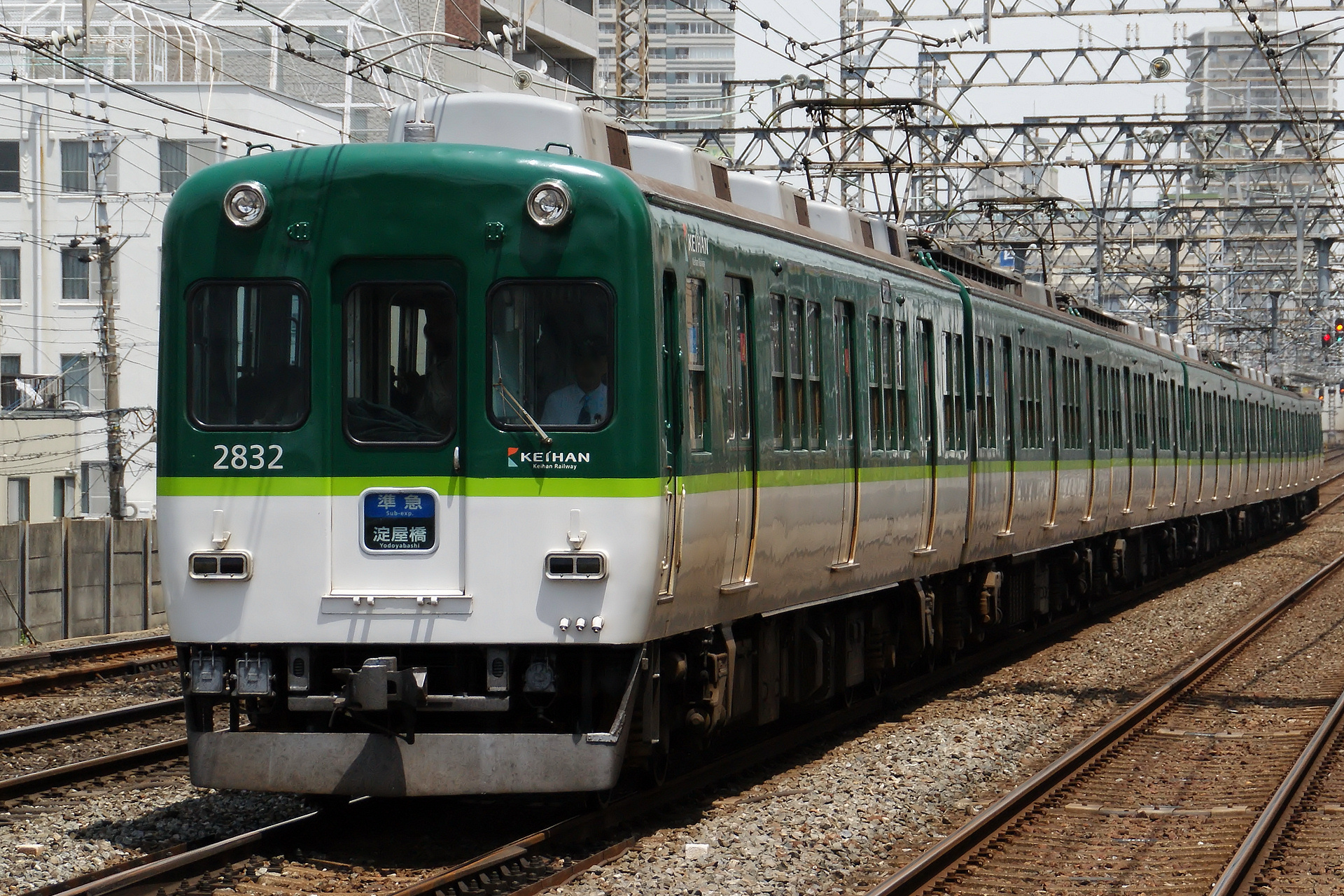
新塗装化された2632F

2008年（平成20年）から車体塗装の変更が始まり、2011年（平成23年）4月までに39両で実施された。2013年（平成25年）5月までに廃車予定となっている車両を除く全車両の塗装変更が完了した。
新塗装化が進行中の時期には、旧塗装の車両と新塗装の車両が同一の編成内で混在する事例も見られた。
新塗装の検討にあたって、寝屋川車庫で走行休止となっていた2825に3種類の塗装が施されていた。その後、2825も新塗装化されている。
ただし、廃車後寝屋川車庫内で教材車として活用されている2615号と2820号の2両は2017年（平成29年）9月現在も旧塗装のままである。

## 京阪ミュージアムトレイン
| 京阪ミュージアムトレイン（中書島駅）  |  | 公開時の様子（中書島駅）  |
| 京阪ミュージアムトレイン （中書島駅） |  | 公開時の様子 （中書島駅） |

2010年（平成22年）、京阪開業100周年記念事業として実施された巡業展示「京阪ミュージアムトレイン｣として、2602-2702-2802-2712-2812 の5両が使用された。これらの車両は座席を撤去のうえ展示物が配置されたほか、塗装を1550型（初代600型）をイメージしたモスグリーンに塗りかえている。

## 廃車

### 0番台
0番台に関しては、2001年（平成13年）から廃車が始まっており、2001年（平成13年）12月28日付けで2622F（4両編成）と2905・2906・2910が、2002年（平成14年）3月18日付けで2611F（4両編成）が、同年4月22日付けで2627-2827と2714-2814が、同月25日付けで2616F（4両編成）が廃車となった。
このとき廃車となった車両は2003年（平成15年）3月に外部への売却先を募集し、2627号車の前頭部カットモデルが個人の鉄道ファンに譲渡された。また、2811号車の前頭部がキッズプラザ大阪に譲渡され、館内で車椅子の体験設備として用いられている。このほか、台車（FS-509・FS-327A 各1基）が東京大学生産技術研究所に譲渡された。
続いて2006年（平成18年）3月29日付けで2618-2918・2907・2908が廃車となった。
2200系列と連結されていた2629-2729-2829も、2009年（平成21年）9月12日のダイヤ変更で、編成を組んでいた2218ほか4両とともに運用から外れ、ともにそのまま11月30日に廃車された。また、2610F・2612-2912・2909も同日付けで廃車となった。
2010年（平成22年）12月31日には、先述の「京阪ミュージアムトレイン」として使用された2602・2702・2802・2712・2812が廃車となった。
新塗装化された2604Fも2011年（平成23年）6月30日付けで一緒に編成を組んでいた2724-2824と共に廃車となった。

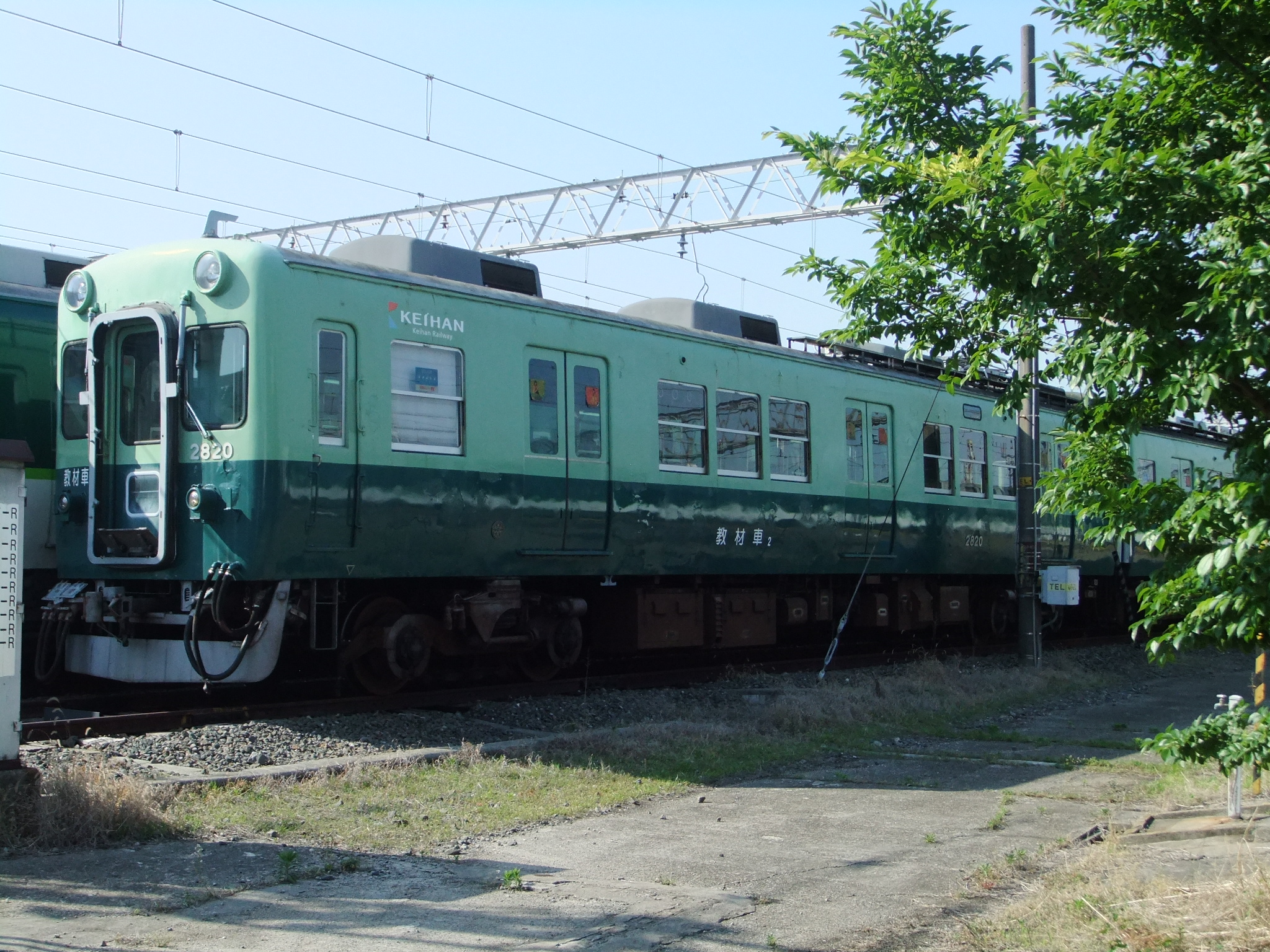
寝屋川車庫の教材車となった2820号。後方に2615号を連結。

2012年（平成24年）4月から7月にかけて13000系4両編成5本（13001F - 13005F）が投入され、2613F・2615F・2617F・2620F・2621Fの4両編成5本が廃車となった。このうち、2615Fと2620Fのそれぞれ片方の先頭車で2両編成を組成し（2615-2820）、寝屋川車庫の教材車となった。
さらに、2013年（平成25年）4月30日付けで2606・2706・2806・2626・2826・2605・2705・2805が、同年5月31日付けで2628・2828・2608・2708・2808が廃車となった。続いて、2013年3月より宇治線の予備編成となっていた2623Fが2015年（平成27年）7月31日付けで廃車となった。
2016年（平成28年）度から2020年（令和2年）度までは、京橋駅のホームドア設置に伴い、乗降位置が異なる5000系の置き換えが優先され、本形式の廃車はなく、2021年（令和3年）4月時点で、2000系からの車体流用車である0番台は7両編成×3本が在籍した。そのうち2624と2818は2000系1次車の車体を流用した車両で（流用元の車体は2007および2006）、車体塗装の変更、前照灯のLED化等を経ながら2019年（令和元年）には車体の製造から60年を迎えた。その後、5000系の置き換えがおおむね完了したことにより2021年（令和3年）より廃車が再開され、7月6日付けで2609Fが廃車となった。このうち、2609Fのそれぞれ片方の先頭車で2両編成を組成し（2609-2825）、2代目の寝屋川車庫の教材車となり（2615-2820）を置き換えた。
さらに2022年（令和4年）9月12日付けで2601・2701・2801が廃車となった。
2023年（令和5年）11月8日付けで2624F、同年12月5日付けで2718・2818・2619・2819が廃車となり、2600系0番台は先述の寝屋川車庫の教材車を除いて消滅した。

### 30番台
一方で、30番台に関しては、登場以降、先頭車前面貫通幌の撤去、車体塗装の新塗装への変更、前照灯のLED化が行われたものの、更新工事は実施されないままで、2025年（令和7年）4月現在、7両編成2本計14両が在籍している。
2024年10月25日に13000系を2026年度までに67両を導入し、残存する1000系・2200系・2400系とともに13000系既存車との組み替えと合わせ置き換えが発表され、30番台も順次置き換えられる予定で、2025年3月には、2633・2634Fが廃車になった。

## 運用
本系列のうち0番台は2000系時代から普通運用が主体となっている。30番台は当初急行にも使われていたが、本線で2200系や6000系による8両編成の運用が開始されてからはこちらも普通運用が主体となった。ただ本形式も不定期的ではあるが8両編成での運用実績はある。2003年9月のダイヤ改定頃、6両編成での運用は消滅し、組み替えの上、全編成が4・5・7両となった。また、このダイヤ改正で、平日朝ラッシュ時に交野線・私市駅発本線淀屋橋駅行き直通列車のK特急「おりひめ」が、同夕ラッシュ時には天満橋駅発私市行きの準急「ひこぼし」が設定され、イベント時などを除き前者には本系列5両編成が、後者には1900系または本系列の5両編成が充当となっていた。
30番台も5両編成で宇治線・交野線に入線したことがあり、「おりひめ」に充当されたこともある。
2007年（平成19年）9月からの交野線で実施されているワンマン運転には対応しておらず、ワンマン運転を行う運用には入っていない。
「おりひめ」・「ひこぼし」は2008年（平成20年）10月19日のダイヤ改定でそれぞれ交野線・中之島線直通の通勤快急・快速急行となり、ともに本系列5両編成が充当されていた（10000系を充当していた「ひこぼし」の1本を除く）が、2013年（平成25年）3月16日のダイヤ改定で廃止された。
また、13000系の登場と宇治線でのワンマン運転開始により、2013年（平成25年）5月をもって、4両編成についても2600系の定期運用はなくなった。
以降は他形式の7両編成と同じく急行以下のみの運用となったが、2016年（平成28年）3月19日のダイヤ改正では7両編成による通勤快急・快速急行運用が設定されたことにより、「おりひめ」、「ひこぼし」運用ではないものの、本系列の通勤快急・快速急行運用の機会が3年ぶりに復活している。
2021年（令和5年）9月のダイヤ改正以降、0番台車による定期運用はなくなっている。

## 編成表
凡例
- 太字：車端部の側面窓が1枚
- 斜字：制御車・付随車でパンタグラフ搭載
- 下線：元2200系制御車
- *車番：京都方の運転台撤去車
- 車番*：大阪方の運転台撤去車

### 2001年
2001年（平成13年）4月1日現在（廃車開始前）
| ← 出町柳淀屋橋 → | ← 出町柳淀屋橋 → | ← 出町柳淀屋橋 → | ← 出町柳淀屋橋 → | ← 出町柳淀屋橋 → | ← 出町柳淀屋橋 → | ← 出町柳淀屋橋 → | ← 出町柳淀屋橋 → | ← 出町柳淀屋橋 → | ← 出町柳淀屋橋 →  |
| ---------------- | ---------------- | ---------------- | ---------------- | ---------------- | ---------------- | ---------------- | ---------------- | ---------------- | ----------------- |
| 形式             | 2600 （Mc）      | 2900 （T）       | 2700 （M）       | 2900 （T）       | 2700 （M）       | 2700 （M）       | 2800 （Tc）      | 廃車             | 備考              |
| 車両番号         | 2632             | 2942             | 2742             | 2952             | 2752             | 2732             | 2832             |                  |                   |
| 車両番号         | 2634             | 2944             | 2744             | 2954             | 2754             | 2734             | 2834             |                  |                   |
| 形式             | 2200 （Mc）      | 2300 （M）       | 2350 （T）       | 2350 （T）       | 2700 （M）       | 2700 （M）       | 2800 （Tc）      | 廃車             | 備考              |
| 車両番号         | 2218             | 2308             | 2358             | 2373*            | *2629            | 2729             | 2829             | 2009/11/30       | 京都方4両は2200系 |

| ← 出町柳淀屋橋 → | ← 出町柳淀屋橋 → | ← 出町柳淀屋橋 → | ← 出町柳淀屋橋 → | ← 出町柳淀屋橋 → | ← 出町柳淀屋橋 → | ← 出町柳淀屋橋 → | ← 出町柳淀屋橋 →                                | ← 出町柳淀屋橋 → |
| ---------------- | ---------------- | ---------------- | ---------------- | ---------------- | ---------------- | ---------------- | ----------------------------------------------- | ---------------- |
| 形式             | 2600 （Mc）      | 2900 （T）       | 2700 （M）       | 2900 （T）       | 2600 （Mc）      | 2800 （Tc）      | 廃車                                            | 備考             |
| 車両番号         | 2631             | 2941             | 2741             | 2951             | 2628             | 2828             |                                                 | 7両編成化        |
| 車両番号         | 2633             | 2943             | 2743             | 2953             | 2626             | 2826             |                                                 | 7両編成化        |
| 形式             | 2600 （Mc）      | 2900 （T）       | 2600 （Mc）      | 2900 （T）       | 2700 （M）       | 2800 （Tc）      | 廃車                                            | 備考             |
| 車両番号         | 2614             | 2914             | 2607             | 2907             | 2707             | 2807             | 2006/03/29（2907） 2009/11/30（2607-2707-2807） |                  |

| ← 出町柳・宇治・私市淀屋橋 → | ← 出町柳・宇治・私市淀屋橋 → | ← 出町柳・宇治・私市淀屋橋 → | ← 出町柳・宇治・私市淀屋橋 → | ← 出町柳・宇治・私市淀屋橋 → | ← 出町柳・宇治・私市淀屋橋 → | ← 出町柳・宇治・私市淀屋橋 → | ← 出町柳・宇治・私市淀屋橋 → |
| ---------------------------- | ---------------------------- | ---------------------------- | ---------------------------- | ---------------------------- | ---------------------------- | ---------------------------- | ---------------------------- |
| 形式                         | 2600 （Mc）                  | 2700 （M）                   | 2800 （Tc）                  | 2700 （M）                   | 2800 （Tc）                  | 廃車                         | 備考                         |
| 車両番号                     | 2601                         | 2701                         | 2801                         | 2718                         | 2818                         |                              | 7両編成化                    |
| 車両番号                     | 2602                         | 2702                         | 2802                         | 2712                         | 2812                         | 2010/12/31                   | 京阪ミュージアムトレイン     |
| 車両番号                     | 2603                         | 2703                         | 2803                         | 2713                         | 2813                         |                              |                              |
| 車両番号                     | 2604                         | 2704                         | 2804                         | *2724                        | 2824                         | 2011/06/30                   |                              |
| 形式                         | 2600 （Mc）                  | 2700 （M）                   | 2800 （Tc）                  | 2600 （Mc）                  | 2800 （Tc）                  | 廃車                         | 備考                         |
| 車両番号                     | 2605                         | 2705                         | 2805                         | 2625                         | 2825                         |                              |                              |
| 形式                         | 2600 （Mc）                  | 2900 （T）                   | 2600 （Mc）                  | 2700 （M）                   | 2800 （Tc）                  | 廃車                         | 備考                         |
| 車両番号                     | 2612                         | 2912                         | 2610                         | 2710                         | 2810                         | 2009/11/30                   |                              |
| 車両番号                     | 2624                         | 2924*                        | 2606                         | 2706                         | 2806                         |                              |                              |
| 形式                         | 2600 （Mc）                  | 2900 （T）                   | 2700 （M）                   | 2700 （M）                   | 2800 （Tc）                  | 廃車                         | 備考                         |
| 車両番号                     | 2613                         | 2913                         | 2753                         | 2733                         | 2833                         |                              | 4両編成化                    |
| 車両番号                     | 2618                         | 2918                         | 2751                         | 2731                         | 2831                         | 2006/03/29（2618-2918）      |                              |

| ← 出町柳・宇治・私市淀屋橋 → | ← 出町柳・宇治・私市淀屋橋 → | ← 出町柳・宇治・私市淀屋橋 → | ← 出町柳・宇治・私市淀屋橋 → | ← 出町柳・宇治・私市淀屋橋 → | ← 出町柳・宇治・私市淀屋橋 → | ← 出町柳・宇治・私市淀屋橋 → |
| ---------------------------- | ---------------------------- | ---------------------------- | ---------------------------- | ---------------------------- | ---------------------------- | ---------------------------- |
| 形式                         | 2600 （Mc）                  | 2900 （T）                   | 2700 （M）                   | 2800 （Tc）                  | 廃車                         | 備考                         |
| 車両番号                     | 2608                         | 2908                         | 2708                         | 2808                         | 2006/03/29（2908）           | 5両編成化                    |
| 車両番号                     | 2609                         | 2909                         | 2709                         | 2809                         | 2009/11/30（2909）           |                              |
| 車両番号                     | 2611                         | 2911*                        | 2711                         | 2811                         | 2002/03/18                   |                              |
| 車両番号                     | 2615                         | 2915*                        | 2715                         | 2815                         |                              |                              |
| 車両番号                     | 2616                         | 2916                         | 2716                         | 2816                         | 2002/04/25                   |                              |
| 車両番号                     | 2617                         | 2917                         | 2717                         | 2817                         |                              |                              |
| 車両番号                     | 2619                         | 2919                         | 2719                         | 2819                         |                              | 組成変更                     |
| 車両番号                     | 2620                         | 2920*                        | *2720                        | 2820                         |                              |                              |
| 車両番号                     | 2621                         | 2921*                        | *2721                        | 2821                         |                              |                              |
| 車両番号                     | 2622                         | 2922*                        | *2722                        | 2822                         | 2001/12/28                   |                              |
| 車両番号                     | 2623                         | 2923*                        | *2723                        | 2823                         |                              |                              |
| 形式                         | 2600 （Mc）                  | 2800 （Tc）                  | 2600 （Mc）                  | 2800 （Tc）                  | 廃車                         | 備考                         |
| 車両番号                     | 2627                         | 2827                         | 2714                         | 2814                         | 2002/04/22                   |                              |

| 形式     | 2900 （T） | 廃車       | 備考 |
| 車両番号 | 2905*      | 2001/12/28 |      |
| 車両番号 | 2906       | 2001/12/28 |      |
| 車両番号 | 2910       | 2001/12/28 |      |

### 2012年
2012年（平成24年）4月1日現在（13000系投入前）
| ← 出町柳淀屋橋・中之島 → | ← 出町柳淀屋橋・中之島 → | ← 出町柳淀屋橋・中之島 → | ← 出町柳淀屋橋・中之島 → | ← 出町柳淀屋橋・中之島 → | ← 出町柳淀屋橋・中之島 → | ← 出町柳淀屋橋・中之島 → | ← 出町柳淀屋橋・中之島 → | ← 出町柳淀屋橋・中之島 →                                       | ← 出町柳淀屋橋・中之島 → |
| ------------------------ | ------------------------ | ------------------------ | ------------------------ | ------------------------ | ------------------------ | ------------------------ | ------------------------ | -------------------------------------------------------------- | ------------------------ |
| 形式                     | 2600 （Mc）              | 2700 （M）               | 2900 （T）               | 2700 （M）               | 2800 （Tc）              | 2600 （Mc）              | 2800 （Tc）              | 廃車                                                           | 備考                     |
| 車両番号                 | 2601                     | 2701                     | 2801*                    | 2718                     | 2818                     | 2619                     | 2819                     |                                                                |                          |
| 形式                     | 2600 （Mc）              | 2700 （M）               | 2900 （T）               | 2600 （Mc）              | 2900 （T）               | 2700 （M）               | 2800 （Tc）              | 廃車                                                           | 備考                     |
| 車両番号                 | 2605                     | 2705                     | 2805*                    | 2613                     | 2913                     | 2713                     | 2813                     | 2012/06/30（2613-2913-2713-2813） 2013/04/30（2605-2705-2805） |                          |
| 形式                     | 2600 （Mc）              | 2900 （T）               | 2700 （M）               | 2700 （M）               | 2800 （Tc）              | 2600 （Mc）              | 2800 （Tc）              | 廃車                                                           | 備考                     |
| 車両番号                 | 2609                     | 2919                     | 2719                     | 2709                     | 2809                     | 2625                     | 2825                     |                                                                |                          |
| 形式                     | 2600 （Mc）              | 2900 （T）               | 2700 （M）               | 2700 （M）               | 2800 （Tc）              | 2600 （Mc）              | 2800 （Tc）              | 廃車                                                           | 備考                     |
| 車両番号                 | 2614                     | 2914                     | *2603                    | 2703                     | 2803                     | 2626                     | 2826                     | 2013/04/30（2626-2826）                                        |                          |
| 形式                     | 2600 （Mc）              | 2900 （T）               | 2700 （M）               | 2900 （T）               | 2700 （M）               | 2700 （M）               | 2800 （Tc）              | 廃車                                                           | 備考                     |
| 車両番号                 | 2631                     | 2941                     | 2741                     | 2951                     | 2751                     | 2731                     | 2831                     |                                                                |                          |
| 車両番号                 | 2632                     | 2942                     | 2742                     | 2952                     | 2752                     | 2732                     | 2832                     |                                                                |                          |
| 車両番号                 | 2633                     | 2943                     | 2743                     | 2953                     | 2753                     | 2733                     | 2833                     |                                                                |                          |
| 車両番号                 | 2634                     | 2944                     | 2744                     | 2954                     | 2754                     | 2734                     | 2834                     |                                                                |                          |

| ← 出町柳・私市・宇治淀屋橋・中之島 → | ← 出町柳・私市・宇治淀屋橋・中之島 → | ← 出町柳・私市・宇治淀屋橋・中之島 → | ← 出町柳・私市・宇治淀屋橋・中之島 → | ← 出町柳・私市・宇治淀屋橋・中之島 → | ← 出町柳・私市・宇治淀屋橋・中之島 → | ← 出町柳・私市・宇治淀屋橋・中之島 → | ← 出町柳・私市・宇治淀屋橋・中之島 → |
| ------------------------------------ | ------------------------------------ | ------------------------------------ | ------------------------------------ | ------------------------------------ | ------------------------------------ | ------------------------------------ | ------------------------------------ |
| 形式                                 | 2600 （Mc）                          | 2900 （T）                           | 2700 （M）                           | 2700 （M）                           | 2800 （Tc）                          | 廃車                                 | 備考                                 |
| 車両番号                             | 2624                                 | 2924*                                | *2606                                | 2706                                 | 2806                                 | 2013/04/30（2606-2706-2806）         |                                      |
| 車両番号                             | 2628                                 | 2828*                                | *2608                                | 2708                                 | 2808                                 | 2013/05/31                           |                                      |

| ← 出町柳・私市・宇治淀屋橋・中之島 → | ← 出町柳・私市・宇治淀屋橋・中之島 → | ← 出町柳・私市・宇治淀屋橋・中之島 → | ← 出町柳・私市・宇治淀屋橋・中之島 → | ← 出町柳・私市・宇治淀屋橋・中之島 → | ← 出町柳・私市・宇治淀屋橋・中之島 → | ← 出町柳・私市・宇治淀屋橋・中之島 → |
| ------------------------------------ | ------------------------------------ | ------------------------------------ | ------------------------------------ | ------------------------------------ | ------------------------------------ | ------------------------------------ |
| 形式                                 | 2600 （Mc）                          | 2900 （T）                           | 2700 （M）                           | 2800 （Tc）                          | 廃車                                 | 備考                                 |
| 車両番号                             | 2615                                 | 2915*                                | 2715                                 | 2815                                 | 2012/07/31                           |                                      |
| 車両番号                             | 2617                                 | 2917                                 | 2717                                 | 2817                                 | 2012/06/30                           |                                      |
| 車両番号                             | 2620                                 | 2920*                                | *2720                                | 2820                                 | 2012/06/30                           |                                      |
| 車両番号                             | 2621                                 | 2921*                                | *2721                                | 2821                                 | 2012/07/31                           |                                      |
| 車両番号                             | 2623                                 | 2923*                                | *2723                                | 2823                                 | 2012/07/31                           | 宇治線予備編成                       |

### 2016年
2016年（平成28年）4月1日現在
| ← 出町柳淀屋橋・中之島 → | ← 出町柳淀屋橋・中之島 → | ← 出町柳淀屋橋・中之島 → | ← 出町柳淀屋橋・中之島 → | ← 出町柳淀屋橋・中之島 → | ← 出町柳淀屋橋・中之島 → | ← 出町柳淀屋橋・中之島 → | ← 出町柳淀屋橋・中之島 → | ← 出町柳淀屋橋・中之島 →                                       | ← 出町柳淀屋橋・中之島 →             |
| ------------------------ | ------------------------ | ------------------------ | ------------------------ | ------------------------ | ------------------------ | ------------------------ | ------------------------ | -------------------------------------------------------------- | ------------------------------------ |
| 形式                     | 2600 （Mc）              | 2700 （M）               | 2900 （T）               | 2700 （M）               | 2800 （Tc）              | 2600 （Mc）              | 2800 （Tc）              | 廃車                                                           | 備考                                 |
| 車両番号                 | 2601                     | 2701                     | 2801*                    | 2718                     | 2818                     | 2619                     | 2819                     | 2022/09/12（2601-2701-2801） 2023/12/05（2718-2818-2619-2819） |                                      |
| 形式                     | 2600 （Mc）              | 2900 （T）               | 2700 （M）               | 2700 （M）               | 2800 （Tc）              | 2700 （M）               | 2800 （Tc）              | 廃車                                                           | 備考                                 |
| 車両番号                 | 2609                     | 2919                     | 2719                     | 2709                     | 2809                     | 2625                     | 2825                     | 2021/07/06                                                     | 2609-2825は 寝屋川車庫の教材車に転用 |
| 形式                     | 2600 （Mc）              | 2900 （T）               | 2600 （Mc）              | 2900 （T）               | 2700 （M）               | 2700 （M）               | 2800 （Tc）              | 廃車                                                           | 備考                                 |
| 車両番号                 | 2624                     | 2924*                    | 2614                     | 2914                     | *2603                    | 2703                     | 2803                     | 2023/11/08                                                     |                                      |
| 形式                     | 2600 （Mc）              | 2900 （T）               | 2700 （M）               | 2900 （T）               | 2700 （M）               | 2700 （M）               | 2800 （Tc）              | 廃車                                                           | 備考                                 |
| 車両番号                 | 2631                     | 2941                     | 2741                     | 2951                     | 2751                     | 2731                     | 2831                     |                                                                |                                      |
| 車両番号                 | 2632                     | 2942                     | 2742                     | 2952                     | 2752                     | 2732                     | 2832                     |                                                                |                                      |
| 車両番号                 | 2633                     | 2943                     | 2743                     | 2953                     | 2753                     | 2733                     | 2833                     |                                                                |                                      |
| 車両番号                 | 2634                     | 2944                     | 2744                     | 2954                     | 2754                     | 2734                     | 2834                     |                                                                |                                      |

### 2024年
2024年（令和6年）4月1日現在
| ← 出町柳淀屋橋・中之島 → | ← 出町柳淀屋橋・中之島 → | ← 出町柳淀屋橋・中之島 → | ← 出町柳淀屋橋・中之島 → | ← 出町柳淀屋橋・中之島 → | ← 出町柳淀屋橋・中之島 → | ← 出町柳淀屋橋・中之島 → | ← 出町柳淀屋橋・中之島 → | ← 出町柳淀屋橋・中之島 → | ← 出町柳淀屋橋・中之島 → |
| ------------------------ | ------------------------ | ------------------------ | ------------------------ | ------------------------ | ------------------------ | ------------------------ | ------------------------ | ------------------------ | ------------------------ |
| 形式                     | 2600 （Mc）              | 2900 （T）               | 2700 （M）               | 2900 （T）               | 2700 （M）               | 2700 （M）               | 2800 （Tc）              | 廃車                     | 備考                     |
| 車両番号                 | 2631                     | 2941                     | 2741                     | 2951                     | 2751                     | 2731                     | 2831                     |                          |                          |
| 車両番号                 | 2632                     | 2942                     | 2742                     | 2952                     | 2752                     | 2732                     | 2832                     |                          |                          |
| 車両番号                 | 2633                     | 2943                     | 2743                     | 2953                     | 2753                     | 2733                     | 2833                     | 2025/03/25               |                          |
| 車両番号                 | 2634                     | 2944                     | 2744                     | 2954                     | 2754                     | 2734                     | 2834                     | 2025/03/27               |                          |

## 保存車

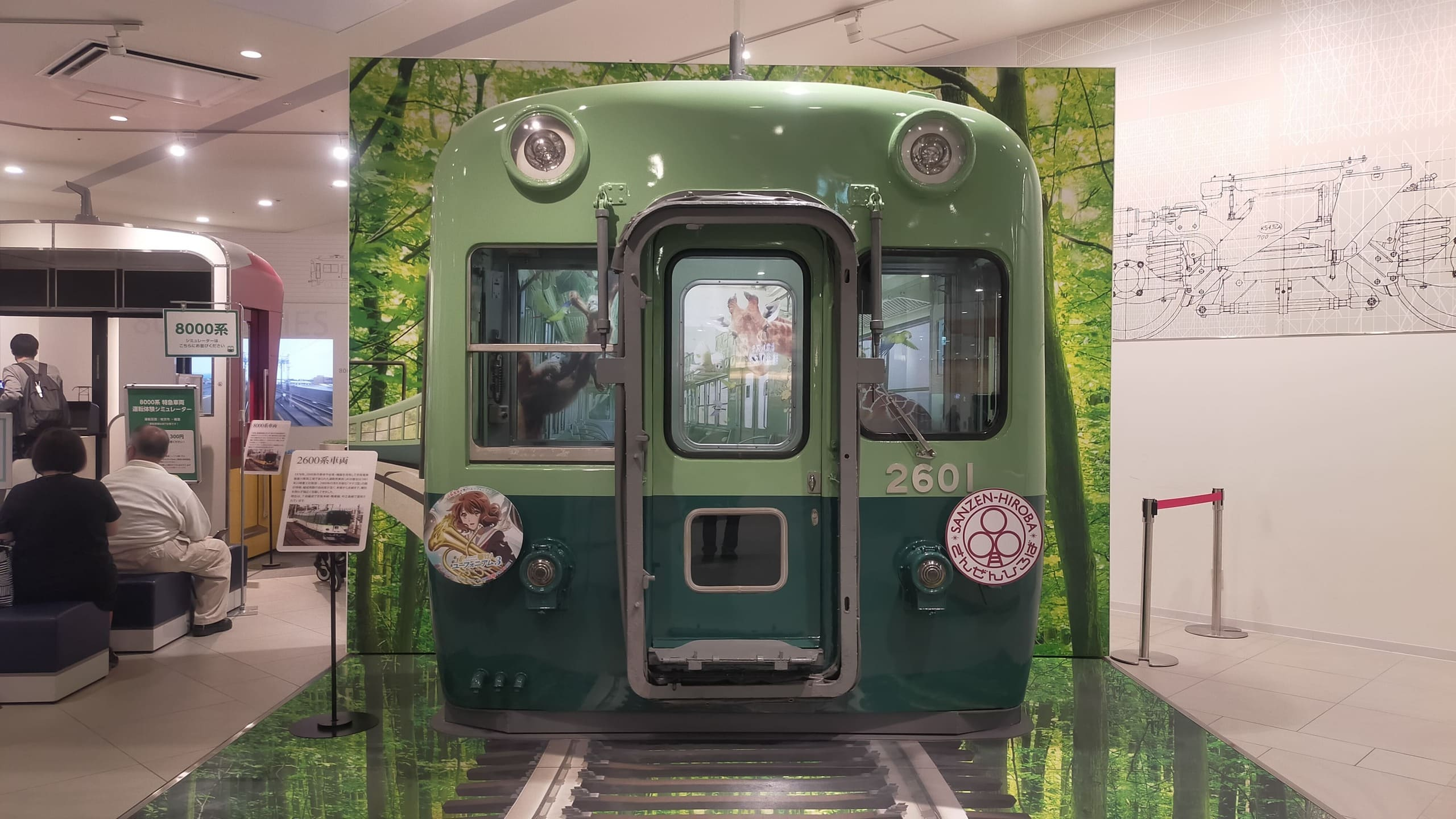
2601号車保存車カットモデル

2601号車が、2023年（令和5年）4月にくずはモールの「SANZEN-HIROBA」がリニューアルされた際に、運転台部分がカットボディの形で保存されている。

## その他

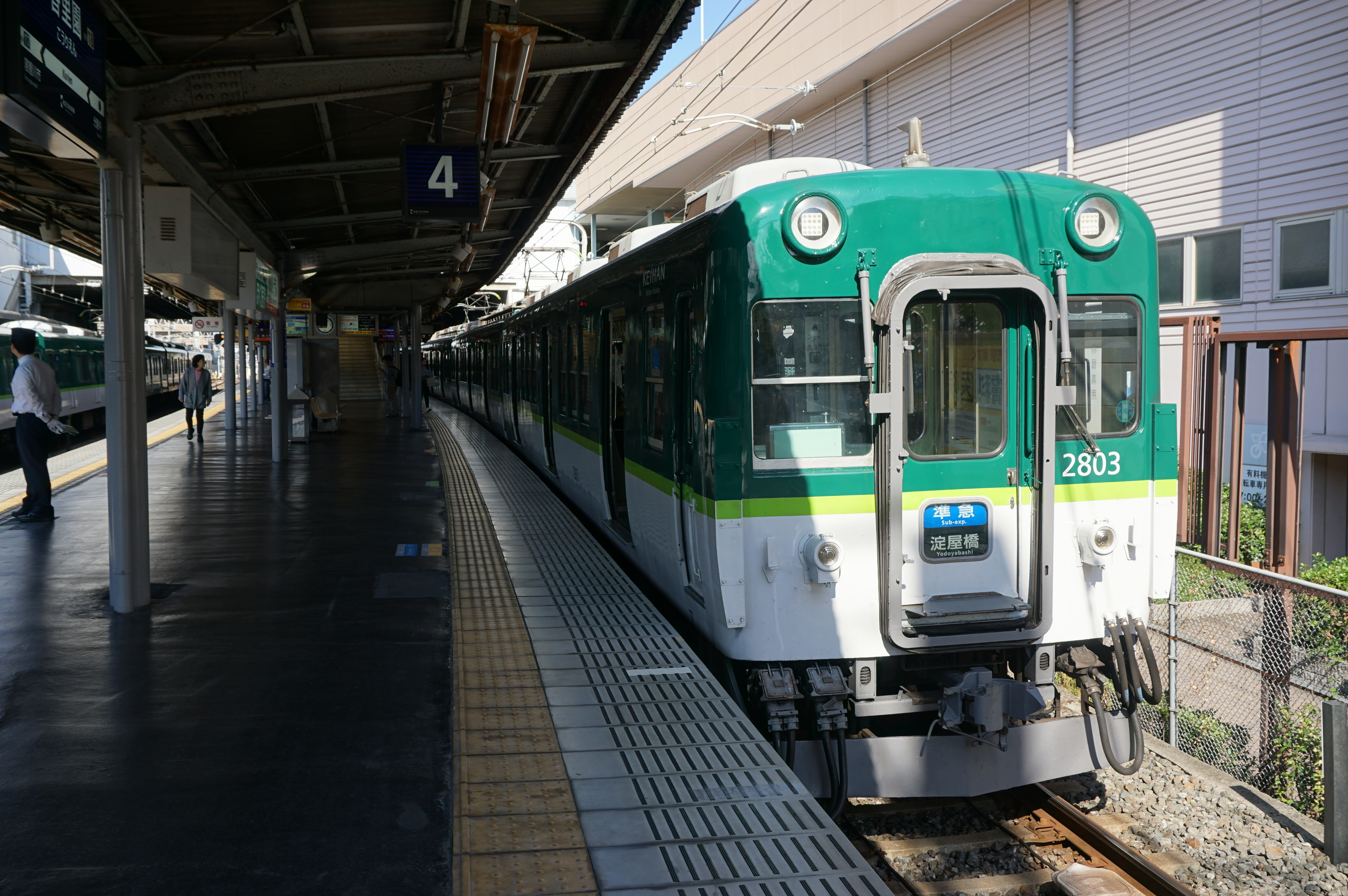
前面に転落防止幌の痕跡が残る2803号車（前照灯LED化改造後）

- 2621Fは、新型クーラーの性能確認と併せて光ファイバーによる列車モニタの試験車となった。
- 2626F・2628Fの4両は、1986年（昭和61年）の京都地下線の工事に試運転車両として松原通り付近に設けられた仮設搬入口から搬入され、地下線での地下設備の確認・試運転・ATS装置の確認、最後に運転士の訓練運転などに使用された。
- 2004年（平成16年）から2008年（平成20年）にかけて連結部に転落防止幌が設置された。
- 2009年（平成21年）から、検査入場した車両に対して防護無線の取り付けが行われている。
- 京阪では2014年（平成26年）から在来車の前照灯をシールドビームからLEDに交換する改造が行われている[53]。
- 2803号車は一時期中間に入っていた関係で前面に転落防止幌が付いていた痕跡が残っている。
- 上記の「SANZEN-HIROBA」では2600系の運転シミュレーターが設置されており、急行3種類と普通3種類の計6種類から運転者が選択して運転することができる。1プレイ300円で運転区間を最後まで運転するか制限時間がきたらその時点で運転終了。2024年8月までは、本線特急の運転が3種類用意されていた[注 18]。